# 10 Minute Warning (альбом)
10 Minute Warning — студійний альбом однойменного сіетлського гурту, що вийшов в 1998 році.

## Історія
Рок-гурт 10 Minute Warning був створений в 1983 році в Сіетлі колишніми учасниками місцевих гуртів The Fartz та The Living. Окрім декількох пісень, що увійшли до компіляцій, колектив так і не встиг випустити жодного студійного альбому. В 1984 році 10 Minute Warning розпались, проте вважались одним з перших місцевих гуртів, які поєднували панк-рок та важкий метал, та вплинули на розвиток гранджу.
Найбільш відомим з колишніх музикантів 10 Minute Warning став Дафф Маккаган, бас-гітарист Guns N' Roses. Коли в 1997 році Маккаган залишив лос-анджелеський гурт, він повернувся до Сіетлу та зібрав майже всіх музикантів оригінального складу 10 Minute Warning, додавши нового вокаліста Крістофера Блю. В листопаді 1997 року музиканти вирушили до студії Avast разом з відомим сіетлським продюсером Джеком Ендіно. Зведення альбому відбулось в грудні 1997 року на студії Hanzsek Audio.
Дебютна платівка 10 Minutes Warning вийшла на гранджовому лейблі Sub Pop 5 травня 1998 року. Вона містила дев'ять пісень, які не мали майже нічого спільного із надбанням Даффа Маккагана в Guns N' Roses. Хоча стартова композиція «Swollen Rage» і містила гітарні рифи, подібні до Appetite for Destruction, наступні були набагато ближчим до творчості Fastbacks або Green River, сіетлських гуртів середини вісімдесятих.
В сіетлському журналі The Rocket альбом назвали «сюрреалістичним анахронізмом», прегранджовою платівкою, яка вийшла в постгранджовий час. На думку Адама Тепеделена, якби 10 Minute Warning вийшов в 1986 році на лейблі Sub Pop, то став би ідеальним попередником для Dry as a Bone Green River та Screaming Life Soundgarden. Попри це, навіть в 1998 році платівку можна було б вважати одним з найкращих релізів лейблу Sub Pop. В музичному каталозі AllMusic альбом оцінили на три зірки з п'яти. Джейсон Енкені відзначив, що платівка може розчарувати прихильників Guns N' Roses, не знайомих з ранньою творчістю Даффа Маккагана, та виділив пісні «Swollen Rage» та «Face First», також порівнявши їх з Green River та Soundgarden.

## Список пісень
Автор музики і слів Ten Minute Warning. 
| #     | Назва              | Тривалість |
| ----- | ------------------ | ---------- |
| 1.    | «Swollen Rage»     | 03:22      |
| 2.    | «Buried»           | 03:54      |
| 3.    | «Face First»       | 04:36      |
| 4.    | «Mezz»             | 05:23      |
| 5.    | «Disconnected»     | 04:16      |
| 6.    | «Erthe»            | 04:42      |
| 7.    | «No More Time»     | 03:34      |
| 8.    | «Is This the Way?» | 02:27      |
| 9.    | «Pictures»         | 06:32      |
| 38:46 |                    |            |

## Учасники запису
| 10 Minute Warning - Крістофер Блю — вокал - Пол Солджер — гітара - Дафф Маккаган — гітара - Девід Гаррігес — бас-гітара - Грег Гілмор — барабани | Технічний персонал - Хал Ермін — запис - Джек Ендіно — зведення - Джон Голден — майстеринг - Чарльз Пітерсон — фото - Дж. Сааед — обкладинка |